# 4068 Menestheus
A 4068 Menestheus (ideiglenes jelöléssel 1973 SW) egy kisbolygó a Naprendszerben. Cornelis Johannes van Houten,  Ingrid van Houten-Groeneveld,  Tom Gehrels fedezte fel 1973. szeptember 19-én.